# Hurley (Sportgerät)

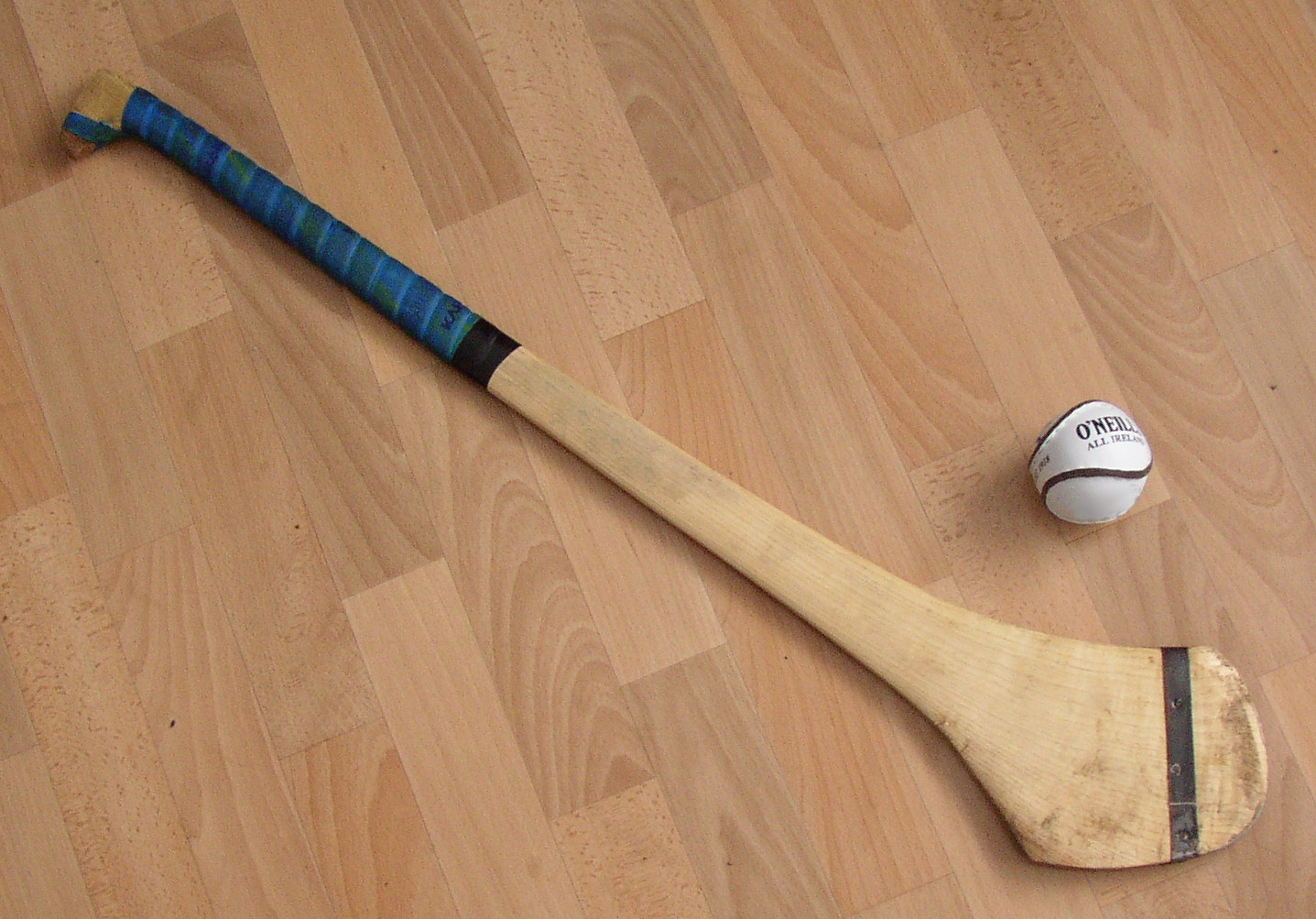
Ein Hurley neben einem Sliotar, dem im Hurling genutzten Ball

Als Hurley (irisch camán) wird der in den insbesondere in Irland verbreiteten gälischen Mannschaftssportarten Hurling und Camogie genutzte Schläger bezeichnet.
Hurling und dessen Frauenvariante Camogie sind Torspiele, bei denen die Spieler beider Teams versuchen, mit dem Hurley oder mit der Hand einen als Sliotar bezeichneten Ball in das gegnerische Tor zu schlagen. Hinsichtlich des Spielablaufs ähneln beide Spiele einer Mischung aus Hockey und Lacrosse.
Ein Hurley ist, in Abhängigkeit von der Größe des Spielers, zwischen 45 und 100 Zentimeter lang. Er weist an seinem Schlagende eine flache und abgerundete Fläche auf, deren Breite an der größten Stelle 13 Zentimeter nicht überschreiten darf. Diese Schlagfläche wird irisch als bos bezeichnet und ist beim Hurley des Torwarts meist größer als bei denen der Feldspieler. Traditionell werden Hurleys aus Eschenholz hergestellt. Seit 2008 sind außerdem auch von der Gaelic Athletic Association, dem Dachverband der gälischen Sportarten in Irland, zugelassene Hurleys aus einem Komposit auf der Basis von Epoxidharz, Polyamid und Graphit kommerziell verfügbar.
Ein Hurley wird in Irland gelegentlich als Geschenk für ausländische Staatsgäste verwendet, so unter anderem durch den damaligen Taoiseach Enda Kenny im Mai 2011 für den amerikanischen Präsidenten Barack Obama und im September 2015 für den indischen Premierminister Narendra Modi.